# Кузнецов, Пётр Валентинович
Пётр Валенти́нович Кузнецо́в (19 мая 1958 года, с. Пролетарка, Алтайский край, СССР — 13 августа 2006 года, К2, Пакистан) — советский и российский альпинист, мастер спорта СССР (1988), двукратный чемпион СССР по альпинизму, неоднократный призёр первенств России. Обладатель титула «Снежный барс» (1991). Кавалер медали ордена «За заслуги перед Отечеством» 2-й степени и ордена «Золотой Эдельвейс» 2-й степени. Почётный гражданин города Железногорска.
Участник семи гималайских экспедиций, один из первовосходителей на Лхоцзе-Среднюю — последнюю непокорённую вершину планеты высотой более 8000 метров и единственный в мире горовосходитель, поднявшийся на Эверест по двум вновь проложенным маршрутам (1996, 2004). Погиб в результате схода лавины вместе с Александром Фойгтом (Новокузнецк), Юрием Утешевым (Междуреченск, рук. экспедиции) и Аркадием Кувакиным (Кемерово) в ходе экспедиции на К2 «Кузбасс-2006». Тело не найдено.

## Биография
Пётр Кузнецов родился 19 мая 1958 года в селе Пролетарка Алтайского края. В 1975 году окончил Алтайскую среднюю общеобразовательную школу им. Коршунова (ныне МБОУ Алтайская СОШ № 1 им. П. К. Коршунова), после чего начал работать лаборантом в Алтайском механико-технологическом техникуме молочной промышленности. В 1976 переехал в город Железногорск (Красноярск-26) Красноярского края, где начал работать на местном горно-химическом комбинате. В 1988 году участвовал в ликвидации последствий землетрясения в Армении. В том же году, по сведениям из социальных сетей, переехал в подмосковный Калининград (ныне Королёв), где работал в НПО «Энергия» испытателем вакуумных систем. Несколько лет занимался промышленным альпинизмом. В 1995 году вернулся в Железногорск, где работал мастером в одной из строительных организаций. По данным тех же источников, в 2005 году окончил Красноярский государственный педагогический университет.
Спортом (скалолазанием), с собственных слов, начал заниматься только после переезда в Железногорск в городской секции, возглавляемой Вячеславом Воробьёвым. Уже через год занятий выполнил норматив на 1-й разряд, а ещё год спустя кандидата в мастера спорта (КМС). Тем же летом по «горящей путевке» впервые побывал в альплагере «Джайлык» на Кавказе, где увлёкся альпинизмом и спустя буквально несколько лет после начала занятий этим видом спорта стал лидером спортивной сборной Железногорска, которая успешно участвовала в первенствах ЗАТО.
В 1985 году выполнил норматив КМС по альпинизму, а в 1986 году на первенстве РСФСР сборная Красноярского края с его участием заняла второе место. В 1987 году уже на чемпионате СССР сборная РСФСР, в которую пригласили Кузнецова и нескольких его партнёров, заняла 2 место, а на чемпионате следующего года — первое место. В 1989 году сборная, в которую входил Кузнецов, вновь заняла первое место в чемпионате страны, после чего ряд её участников решили попробовать свои силы в высотном альпинизме — покорении восьмитысячников планеты.
Первый опыт восхождений на восьмитысячники планеты Кузнецов получил в экспедиции на Чо-Ойю, организованной Союзом альпинистов России осенью 1991 года. Сборная команда под руководством Сергея Ефимова прошла новый маршрут на шестой по высоте восьмитысячник мира по восточному гребню. 20 октября на его вершину поднялись Валерий Першин (Екатеринбург), Сергей Богомолов (Саратов), Евгений Виноградский (Екатеринбург), Иван Плотников (Барнаул) и Александр Яковенко. Хотя Кузнецову и не удалось взойти, по его словам, его группа, в которую также входил Сергей Тимофеев, обработала более чем значительную часть маршрута, в том числе его ключевой участок — так называемый «Провал смерти».
Годом позже Кузнецов принял участие в красноярской «Сибирско-Швабской экспедиции» на Дхаулагири (по классическому маршруту, рук. Николай Захаров), которая стала первой из покорённых им вершин выше 8000 метров. 30 апреля, кроме него, на вершину поднялись Алексей Гуляев, Николай Захаров, Валерий Коханов и Николай Сметанин.
В 1994 году красноярцы запланировали восхождение собственной командой на высшую точку планеты, и сделать его по новому маршруту. За организацию экспедиции взялся мастер спорта Сергей Баякин, на её подготовку ушло более полутора лет. В 1995 году несколько участников будущей команды «Эверест-96» вылетали на рекогносцировку в Непал и наметили новый маршрут по одному из кулуаров Северо-восточной стены, который ранее пытались, по отчётам Элизабет Хоули, пройти не менее трёх команд. В окончательный состав экспедиции вошли Сергей Баякин (рук.), Николай Захаров (МСМК, тренер), Сергей Антипин (МС), Валерий Коханов, Петр Кузнецов и ещё ряд участников. 5 апреля экспедиция прибыла в Базовый лагерь, 12 апреля начала обработку маршрута и к 16 мая «провесила» его до высоты 8000 м, куда были занесены необходимые для финального штурма кислород, палатки, спальные мешки, веревки, продовольствие, топливо и пр.. Штурмовая группа в составе Н. Захарова, Е. Бакалейникова, А. Бекасова, П. Кузнецова, В. Коханова и Г. Семиколенова стартовала из базового лагеря 15 мая. После ночёвки на 7050 м группа прошла скальный пояс и заночевала на высоте 7450 м. 18 мая достигла конца обработанного пути и далее двигалась автономно. В ночь на 19 мая она провела сидячую ночёвку на высоте 8250 метров, а 19 мая, преодолев очередной скальный барьер, дошла до высоты 8300 м, откуда на следующий день начала штурм вершины Эвереста. Группу возглавлял Кузнецов, следом за ним шли Коханов, Григорий Семиколенов, Захаров и Евгений Бакалейников. Ещё один участник восхождения Александр Бекасов из-за опасности отморожения ног повернул назад с высоты около 8500 метров. Первым на гору взошёл Кузнецов, спустя некоторое время Валерий Коханов, а после него Семиколенов. Захарова и Бакалейникова, замыкавших группу, из-за недостатка времени Сергей Антипин — самый опытный на тот момент высотник, в приказном порядке заставил повернуть назад в считанных метрах от вершины. В тот же день уже в темноте вся штурмовая группа благополучно спустилась до палаток штурмового лагеря. Восхождению посвящён фильм Дмитрия Бызова «Пять минут на вершине мира».
В 1998 году Кузнецов участвовал в российской экспедиции Бориса Седусова на Эверест по классическому маршруту с севера (на вершину не взошёл), которая в СМИ получила известность в связи с гибелью супружеской пары Сергея и Фрэнсис Арсеньтьевых, а в 2001-м вошёл в состав российской экспедиции Виктора Козлова и Николая Чёрного, осуществившей 23 мая первое восхождение на последний непокорённый восьмитысячник планеты — вершину Лхоцзе-Среднюю (8414 м) (вместе с Евгением Виноградским, Сергеем Тимофеевым и Алексеем Болотовым). Все достигшие вершины участники команды Указом Президента Российской Федерации были награждены медалью ордена «За заслуги перед Отечеством» 2-й степени, а организатор экспедиции и старший тренер орденом Дружбы.
В 2003 году Кузнецов принял участие в комплексной научно-спортивной экспедиции «Антарктида-Россия-2003», одной из целей которой являлось освоение горных районов шестого континента Земли, присвоение российских названий горным вершинам и повышение престижа России на международной арене. Во время экспедиции 5 февраля он вместе с Николаем Захаровым, Олегом Хвостенко и Глебом Соколовым совершил восхождение на пик Шварце (6Б к.тр.).
Год спустя Кузнецов стал участником другой Российской экспедиции Виктора Козлова и Николая Чёрного, но теперь уже на Эверест — планировалось осуществить прохождение нового маршрута по центру северной стены вершины. Костяк команды составили участники экспедиции на Лхоцзе-Среднюю, а всего в неё вошли 20 человек. С соответствии с хроникой работы команды на горе 14 мая передовой тройке (Павел Шабалин, Ильяс Тухватуллин и Андрей Мариев) удалось «провесить маршрут» до высоты 8120 м. 17 мая группу Шабалина сменила четвёрка под руководством Кузнецова (Глеб Соколов, Владимир Архипов и Евгений Виноградский), которой удалось к 19 мая дойти до 8400 м, но затем из-за погоды уйти вниз. 24 мая, как только погода начала восстанавливаться, на штурм из передового базового лагеря вышла группа Шабалина. Группа Кузнецова в это время осуществляла техническую и логистическую поддержку передовой связки, перенося грузы между высотными лагерями. В итоге 30 мая в 10.00 по местному времени на вершину поднялись Шабалин, Тухватуллин и Мариев, менее суток спустя Кузнецов, Соколов и Виноградский, а утром 1 июня ещё двое участников команды: Виктор Бобок и Виктор Володин. О ходе экспедиции был снят документальный фильм «Северная стена Эвереста» (В. Козлов и промышленный союз «Новое Содружество»).

### Обстоятельства гибели

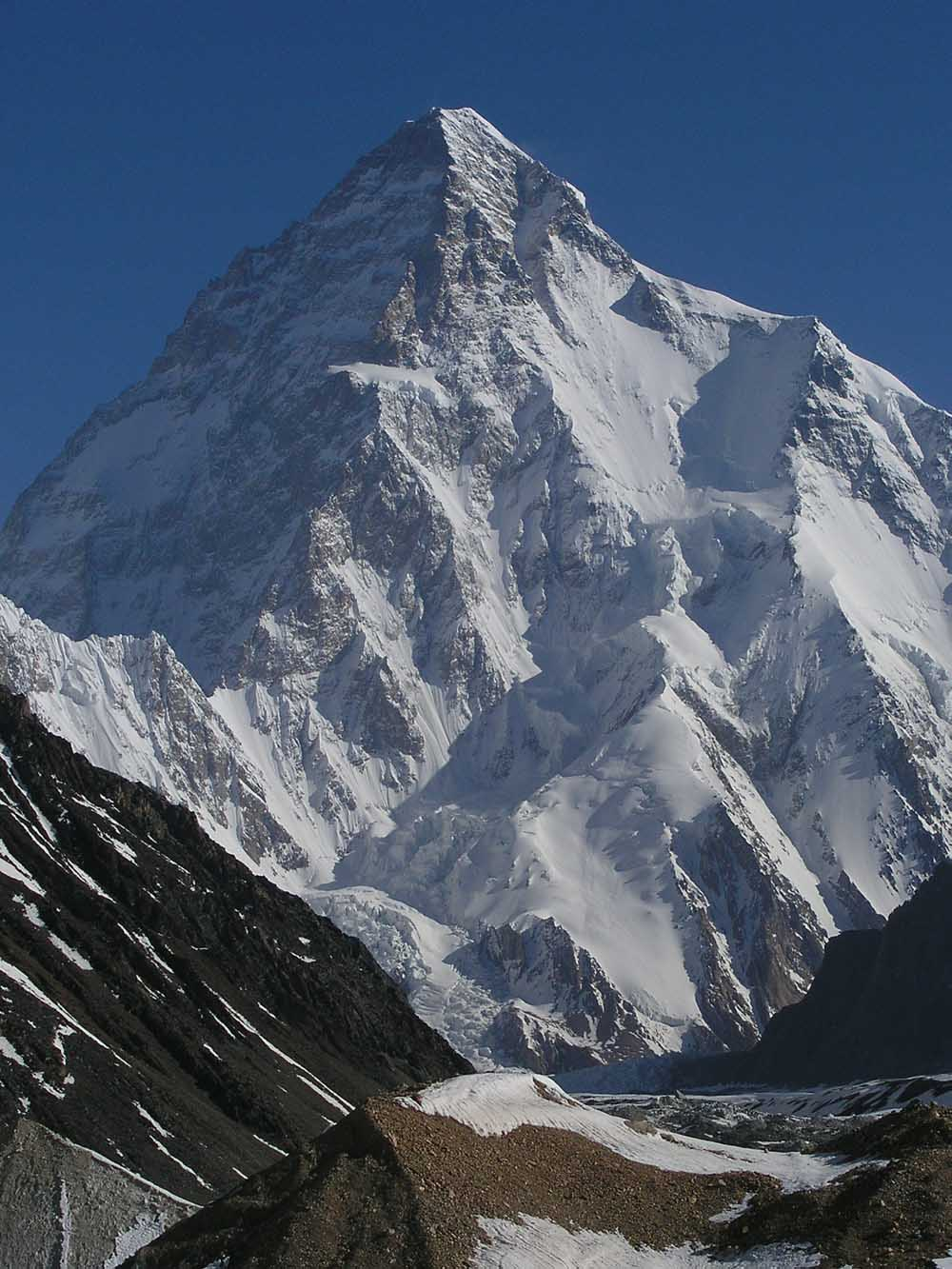
К2

В 2006-м году под патронажем губернатора Кемеровской области Амана Тулеева состоялась экспедиция «К2-Кузбасс-2006», целью которой было восхождение на второй по высоте восьмитысячник планеты по классическому маршруту. В альпинистский состав участников вошли восемь спортсменов-сибиряков: Юрий Утешев — руководитель (Междуреченск), Александр Фойгт — тренер (Новокузнецк), Пётр Кузнецов, Виктор Кульбаченко (Минск), Аркадий Кувакин (Кемерово), Александр Гапонов (Кемерово), Алексей Русаков (Кемерово) и Сергей Науменко (врач, Новосибирск). Это была седьмая по счёту экспедиция Кузнецова в Гималаи.
Согласно онлайн-отчёту о работе команды 29 июня она разбила базовый лагерь и начала обработку маршрута. 31 июля на штурм вершины из передового базового лагеря вышла вся команда, но из-за погодных условий 3 августа группа А. Фойгта, добравшись до Лагеря III, на следующий день вынуждена была спуститься, так как дальнейшее продвижение вверх было невозможно из-за снегопада и сильной облачности; группа Кузнецова приняла решение переждать непогоду во втором лагере. Дальнейшие передвижения групп по горе не освещались. 13 августа, по свидетельствам очевидцев, после многодневного ожидания погоды в верхних лагерях, группа Кузнецова решила воспользоваться погодным окном, и предпринять очередную попытку восхождения. По словам Сергея Богомолова, который в тот же день совершал восхождение, четвёрка Кузнецов-Фойгт-Утешев-Кувакин находилась на высоте примерно 8350—8400 м, когда с предвершинного участка К2 сорвался «громадный кусок замерзшего снега и льда», который смёл альпинистов с горы. Поисковые работы ввиду объективной невозможности их проведения не организовывались. Альпинисты были признаны пропавшими без вести.
Некоторые из личных вещей Петра Кузнецова были найдены в 2010 году на склонах К2 казахстанской экспедицией, в том числе его фотоаппарат с исправной флеш-картой.

## Личная жизнь
Кузнецов был два раза женат. В браках родилось трое детей.

## Награды и память
В 1991 году за восхождения на все семитысячники СССР был удостоен титула «Снежный барс».
В 2001 году за восхождение в составе сборной России на последний непокоренный восьмитысячник планеты Лхотце-Среднюю Кузнецов был награждён орденом «Золотой Эдельвейс» 2-й степени. В том же году он стал «Человеком года» по версии региональной газеты «Город и горожане» и признан лучшим спортсменом в истории города, а на аллее звезд Железногорска была открыта его именная звезда. В 2002 году он был награждён медалью ордена «За заслуги перед Отечеством» 2-й степени, а 29 июля 2004 года решением городского совета ЗАТО Железногорск ему было присвоено звание «Почетный гражданин ЗАТО г. Железногорск».
21 сентября 2006 года в национальном парке Красноярские Столбы на стене памяти рядом с часовней Святителя Иннокентия П. Кузнецову была открыта памятная табличка.
19 мая 2008 года в Железногорске на фасаде дома, где жил Пётр Кузнецов, на годовщину со дня рождения (50 лет) была установлена мемориальная доска.
Начиная с 2009 года Красноярским альпклубом проводится ежегодный осенний забег — кросс памяти Владимира Архипова и Петра Кузнецова. В Железногорске также проводятся ежегодные соревнования по скалолазанию, посвященные его памяти.
В 2010 году вдовой Кузнецова в базовом лагере экспедиций на К2 на скале была установлена памятная табличка погибшей связке и отдельная Кузнецову П. В..
Памяти погибших сибирских альпинистов, в том числе Кузнецову, посвящены документальные фильмы Сергея Шакуро «Цена вершины» (2016) и «К-2» (2007). В 2016 году, спустя 10 лет после гибели альпинистов, в Новокузнецком художественном музее состоялась выставка фотографий Шакуро, среди которых были три из сохранившихся на флэшке Кузнецова с К2 за несколько минут до их гибели.

## Комментарии
1. ↑  По некоторым данным мастер спорта России международного класса (2007, посмертно), однако сведения о присвоении звания в официальных источниках отсутствуют. На 2020 год официально носил звание только МС[1][2]
2. ↑  Евгений Бакалейников (МС СССР), Александр Бекасов (МС СССР), Александр Кузнецов (МС, фотокорреспондент), Константин Колесников (КМС), Евгений Козыренко (МС), Григорий Семиколенов (КМС), Николай Сметанин (МС СССР), Игорь Ильин (КМС), Сергей Майоров (врач команды)[10]
3. ↑  «В этом доме с 1995 года жил Кузнецов Петр Валентинович. Почетный гражданин города, известный альпинист. "Снежный барс", мастер спорта международного класса. Заслуженный мастер спорта России. Покоритель Эвереста (8848 м. два первопрохода). Первовосходитель на Лходзе-Среднее (8414 м.) Погиб в 2006 г. при восхождении на вершину Чогори (К2 - 8611 м., Пакистан)»